# 一柳宣高
一柳 宣高（ひとつやなぎ のぶたか）は、戦国時代の美濃国の武将。近世に大名となる一柳氏の始祖に位置づけられる人物である。伊予河野氏の一族と伝えるが、系譜関係は明らかではない。

## 経歴

### 『寛政重修諸家譜』に記された系譜と「一柳」姓の由来
『寛政重修諸家譜』（以後『寛政譜』）が記すところによれば、伊予国の河野通直（弾正少弼）の子として生まれる。大永年間（1521年 - 1528年）に父が没したために伊予国を去り、美濃国厚見郡西野村（現在の岐阜県岐阜市西野町）に移ってこの地を領した。
宣高は、衰微した身の上で祖先の名を顕わすことをできないことを恥じ、「河野」の称号を改めようと考えていた。ある時「土岐の郡司」に謁した際、「土岐の郡司」は、貴殿は古の名家であるので、本来私が同席できる方ではないのだと述べた。宣高は存念を述べて「河野」に代わる称号を請い、「土岐の郡司」はこれを辞退したものの、ちょうど蹴鞠の庭の柳がひときわ鮮やかであったことから「一柳」を氏とすることを提案し、宣高はこれを喜んで一柳を家号としたという。
没年・享年・法名・葬地の記載はない。なお『寛永諸家系図伝』（以後『寛永譜』）では「土岐の郡司」を土岐氏とし、法名「浄珍」が載る。

### 系譜に関する異説・考証
江戸時代初期に一柳図書によって編纂された『一柳家記』は、伊予から美濃に移住し「土岐殿」との対話から一柳を名乗った人物を、宣高の祖父にあたる「通信」という人物としており、通信－弾正直高－太郎左衛門宣高－又右衛門尉（又助）直高－直末、という系譜が記されている。
この時期の伊予河野家の家譜も錯綜しているが、一柳氏の末裔で昭和初期に『一柳監物武功記』（『一柳家記』の異本）の校訂や家史『一柳家史紀要』の編纂にあたった一柳貞吉も、一柳家に伝わる家譜と伊予河野家の系図との間で「著しい不合理」が生じていると認めている。
一柳貞吉の家に伝わる家譜では、宣高の父は弾正少弼通直ではなく、その父の刑部大輔通宣であるという。貞吉の指摘によれば、『一柳家記』にある「河野通信」を称した人物は時代が大きく異なり、この時期の河野氏は刑部大輔通直－刑部大輔通宣と続くのであるから、「通信」は「通宣」の誤りと考証し、なおかつ通宣は永正16年（1519年）に没して伊予に墓もあるので、美濃に移住したのは通宣の子である宣高であろうとする。『寛政譜』の弾正少弼通直を宣高の父とする説についても、弾正少弼通直には男子がなかったはずであるとして退けている。
貞吉は『一柳家史紀要』編纂に当たり、河野氏研究者白石友治の見解（宣高の父は大永6年に没した予州家の河野通篤ではないかと推測）や、西条藩史研究者秋山英一の見解（河野教通（刑部大輔通直）のときに分かれた庶流とする）も検討しているが、貞吉は自家の伝承を尊重する姿勢を示している。

### 事績
『一柳家記』によれば、太郎左衛門宣高は西野村を領し、のちに浄珍を称した。『美濃明細記』では厚見郡今泉村・日野村、方県郡則武村を300貫を領有し、今泉村のうち西野村に住したという。
『一柳家史紀要』では、「一柳」姓をめぐる逸話は宣高と土岐頼芸の間のこととし、また宣高は蹴鞠を得意としていたという話になっている。その後、宣高は土岐頼芸と去就を共にし、頼芸が大桑城に退くと、宣高も池田郡（あるいは揖斐郡）に移ったという。没年・享年・葬地は伝わっていないが、「浄伯」あるいは「浄珍」という法名が伝わる（『美濃明細記』『新撰美濃志』を典拠に挙げている）。

## 家族・親族
『寛政譜』では子の一柳直高のみを載せており、直高の子である一柳直末・一柳直盛兄弟が豊臣秀吉に仕えて大名への発展を遂げていくことになる。
このほかに、宣高の弟や子の末裔を称する家もある。『美濃明細記』によれば宣高には弟に三郎左衛門通方があり、兄とともに土岐頼芸に仕えて一柳と改称した。のちに根尾板所村（現在の本巣市根尾板所）に定着、その子孫は織田信長から根尾代官（根尾所司）に任じられたという。
快川紹喜の法嗣で妙心寺住持となった南化玄興も、宣高の子とする系図がある。豊臣政権下で大名となった一柳右近（右近将監、可遊）は、宣高の子である藤兵衛の子という系図がある。